# الغواصة الألمانية يو-1060
غواصة يو-1060 غواصة يو بوت ألمانية من الفئة السابعة أف بنيت لسلاح بحرية ألمانيا النازية كريغسمارينه، في أحواض فريدريش كروب في كيل خلال الحرب العالمية الثانية.